# 1235
Година 1235 (MCCXXXV) била је проста година која је почела у понедељак.

## Догађаји
- Википедија:Непознат датум — Опсада Цариграда
- Википедија:Непознат датум — Папа подржава цара против његовог сина а Фридрих II помаже папи у Римској комуни. Побуњени Хенрик поражен је, затворен и послан у Апулију. Великим миром из Мајнца Фридрих II помирио се с немачким грофовима.
- Википедија:Непознат датум — У Шпанији је арагонски краљ Јаков Освајач заузео Мајорку, Минорку и Ибизу. Уз подршку тарагонског надбискупа дефинитивно је одузео муслиманима Балеаре.
- Википедија:Непознат датум — Након смрти Андрије II на угарско-хрватски престо дошао је Бела IV.
- Википедија:Непознат датум — Прво у Галипољу а после у Лампсаку потписан је грчко-бугарски савез и прослављена је свадба унука никејског цара Теодора Ласкариса са ћерком бугарског цара Јована II Асена.
- Википедија:Непознат датум — Српски краљ Стефан Владислав је подигао Манастир Милешева.
- Википедија:Непознат датум — У северозападној Африци након распадања Алмохадског калифата у Магребу настало је аутономно Краљевство Тлемцен (данашњи западни Алжир), које је утемељио Јангурсан Зајан са којим је започела берберска династија 'абд ел Вадита.